# Милан Николић (фудбалер, 1988)
Милан Николић (Осијек, 10. фебруара 1988) српски је фудбалер, који наступа за Славој из Требишова. Игра на позицији штопера и висок је 186 центиметара, а боље се сналази десном ногом.

## Трофеји и награде

### Екипно
Глобал Себу
- Уједињена лига Филипина: 2016.[6]
- Куп Филипина: 2016.[7]

- Најбољи одбрамбени играч Купа Филипина за 2016.[4]